# Picot fuliginós meridional
El picot fuliginós meridional (Mulleripicus fuliginosus) és una espècie d'ocell de la família dels pícids (Picidae) que habita la selva humida de les Filipines centrals, orientals i meridionals.

Fins fa poc s'han considerat el picot fuliginós septentrional i el meridional com coespecífics.